# Enkratiter
Enkratiter (grekiska enkrateia, avhållsamhet) var kristna inom den äldsta kyrkan som strängt avhöll sig från äktenskapet samt från bruket av kött och berusande drycker. Till och med vid nattvarden använde de vatten i stället för vin. De utgjorde bland de kristna inte en enhetlig sekt, utan förekom inom skilda riktningar och ofta stod företeelsen tillsammans med gnostisk åskådning.  